# 飆風戰警
《飙风战警》（英語：Wild Wild West）是1999年喜剧西部片，由威尔·史密斯、莎玛·海耶克主演，講述1870年代初，美国开发西部争筑铁路，但有有些野心家仍想復引南北战争，掌握政权，但在史密斯与凯文·克莱的通力合作，阻止野心科学家各式新武器，拯救美国。片中可見接林肯美國總統位的格蘭特總統

## 製作
本片的主體拍攝於1998年5月18日開始，拍攝地包含洛杉矶、新墨西哥州和亞利桑那州。

## 外部連結
- 互联网电影数据库（IMDb）上《飆風戰警》的资料（英文）
- AllMovie上《飆風戰警》的资料（英文）